# Ларга-Веке
Ла́рга-Ве́ке (Стара Ларга, рум. Larga Veche) — село в Кагульському районі Молдови, відноситься до комуни Ларга-Ноуа.